# 145th Street (Lenox Avenue Line)
145th Street is een station van de metro van New York aan de Lenox Avenue Line in het stadsdeel Manhattan. Het station is in tegenstelling tot de meeste metrostations in de stad 's nachts gesloten. Een buslijn naar het station 135th Street doet dan dienst. Daarnaast is het station relatief kort, er kunnen maar 6 van de 10 wagons aan het perron staan.
Van noord naar zuid:
Harlem-148th Street · 
145th Street · 
135th Street · 
125th Street · 
116th Street · 
Central Park North-110th Street · 
96th Street · 
72nd Street · 
Times Square-42nd Street · 
34th Street-Penn Station · 
14th Street · 
Chambers Street · 
Park Place · 
Fulton Street · 
Wall Street · 
Clark Street · 
Borough Hall · 
Hoyt Street-Fulton Mall · 
Nevins Street · 
Atlantic Avenue · 
Bergen Street · 
Grand Army Plaza · 
Eastern Parkway-Brooklyn Museum · 
Franklin Avenue · 
Nostrand Avenue · 
Kingston Avenue · 
Crown Heights-Utica Avenue · 
Sutter Avenue-Rutland Road · 
Saratoga Avenue · 
Rockaway Avenue · 
Junius Street · 
Pennsylvania Avenue · 
Van Siclen Avenue · 
New Lots Avenue